# 和田村 (福井県大飯郡)
和田村（わだむら）は福井県大飯郡にあった村。大飯郡の中部。現在の高浜町の東部、小浜線若狭和田駅の周辺にあたる。

## 地理
- 海洋：若狭湾、青戸入江

## 歴史
- 1889年（明治22年）4月1日 - 町村制の施行により、和田村、馬居寺村、上車持村及び下車持村の区域をもって、和田村が発足する。
- 1955年（昭和30年）2月11日 - 高浜町、青郷村、和田村及び内浦村が合併して、改めて高浜町が発足する。

## 村政

### 歴代村長
- 富田和左衛門 1890年 - 1893年1月[2]
- 犬島治五右衛門 1893年3月 - 1894年2月[2]
- 村松伊之助 1894年4月 - 1896年10月[2]
- 廣瀬又左衛門 1897年1月 - 1897年5月[2]
- 平田嘉助 1897年5月 - 1899年3月[2]
- 白崎市米 1899年4月 - 1909年7月[2]
- 平田藤吉 1909年7月 - 1921年8月[2]
- 本郷鶴之助 1921年9月 - 1922年4月[2]
- 瀬藤蔵 1923年1月 - 1929年2月[2]
- 村松平蔵 1929年2月 - 1930年3月[2]
- 濱田三郎 1930年12月 - [2]

### 歴代助役
- 平田嘉助 1891年3月 - 1897年5月[2]
- 村松勝吉 1897年6月 - 1905年6月[2]
- 松井仁右衛門 1905年9月 - 1906年3月[2]
- 平田嘉助 1906年4月 - 1908年3月[2]
- 平田藤吉 1908年4月 - 1909年8月[2]
- 犬島藤吉 1909年9月[2] -

## 経済

### 産業
水産・農産を主とし、林産もある。
農業
『大日本篤農家名鑑』によれば、和田村の篤農家は、「白崎市太郎、白崎市米、大塚岩吉」などがいた。

## 地域

### 施設
宗教
- 香山神社[1]
- 新宮神社[1]

## 交通

### 鉄道路線
- 日本国有鉄道
  - 小浜線[1]
    - 若狭和田駅 - 1925年に設置[1]。

### 道路
- 国道27号

## 出身・ゆかりのある人物
- 白崎市米（高浜銀行頭取、和田村長）
- 江上泰山（僧侶、金閣寺放火事件目撃者）